# Qing du Briot
Qing du Briot (né le 27 avril 2004) est un cheval hongre bai inscrit au studbook Selle français. Propriété de l'institut français du cheval et de l'équitation, il sort en compétitions de concours complet d'équitation avec le cavalier français de complet Thibaut Vallette, médaillé d'or par équipe aux Jeux olympiques de Rio en 2016. Il décroche également la médaille de bronze par équipe aux Jeux équestres mondiaux de 2018.

## Histoire
Qing du Briot naît le 27 avril 2004 chez Patrice Planchat, Claude Bardon, Liliane Bardon et Patricia Bardon-Planchat à Lussat, dans la Creuse. Il a été nommé cheval de l'année 2015 (mais n'a pas été élu) en raison de ses performances cette année-là. Inscrit sur la liste JO/JEM de la Fédération française d'équitation, il a été sélectionné pour les Jeux olympiques de Rio et a participé à la médaille d'or de l'équipe de France de concours complet. À Rio, il a dépassé le temps imparti pendant le cross en raison de problèmes de contrôle de son cavalier . 
Il est la propriété de l'institut français du cheval et de l'équitation.

## Description
Qing du Briot est un cheval hongre bai enregistré au studbook du Selle français. À l'obstacle, il peut rester très longtemps en l'air pendant ses sauts.

## Palmarès

### 2015
- Médaille de bronze en individuel et par équipes au Championnat d'Europe de concours complet d'équitation de Blair Castle.
- 10e du CCI3* de Bramham
- 3e du CICO3* de Fontainebleau
- Vainqueur du Grand national de Pompadour[8]

### 2016
- Médaille d'or par équipes aux Jeux olympiques de Rio en 2016, avec Thibaut Vallette.

### 2018
- Médaille de bronze par équipes aux Jeux équestres mondiaux de Tryon, avec Thibaut Vallette[9]

### 2021
- Vice-champion de France à Pompadour, avec Thibaut Vallette[10]